# Rhaphium orientale
Rhaphium orientale är en tvåvingeart som beskrevs av Charles Howard Curran 1926. Rhaphium orientale ingår i släktet Rhaphium och familjen styltflugor. Inga underarter finns listade i Catalogue of Life.